# 拉古德巴蒂
拉古德巴蒂（Raghudebbati），是印度西孟加拉邦Haora县的一个城镇。总人口11878（2001年）。

## 人口
该地2001年总人口11878人，其中男性6084人，女性5794人；0—6岁人口1663人，其中男862人，女801人；识字率58.49%，其中男性为64.99%，女性为51.67%。